# Praravinia neriifolia
Praravinia neriifolia är en måreväxtart som beskrevs av Cornelis Eliza Bertus Bremekamp. Praravinia neriifolia ingår i släktet Praravinia och familjen måreväxter. Inga underarter finns listade i Catalogue of Life.